# Girgentana
Girgentana là một giống dê bản địa trong nước Ý ở tỉnh Agrigento, ở phần phía nam của đảo Sicily Địa Trung Hải. Tên của giống có nguồn gốc từ Girgenti, tên của Agrigento trong ngôn ngữ Sicilia địa phương. Đã có hơn 30.000 con dê này trên những ngọn đồi và vùng ven biển của tỉnh. Tuy nhiên, giống dê này có nguy cơ biến mất.

## Lịch sử
Nguồn gốc của giống dê Girgentana chưa được biết. Người ta đã gợi ý rằng chúng có nguồn gốc ở trung tâm Nam Á, đặc biệt là Kashmir, miền bắc Afghanistan và Balochistan. Johann Wolfgang Amschler đã xác định nó với Capra prisca và Ram trong một bức tượng Thicket được khai quật tại Ur bởi Leonard Woolley vào năm 1927–28. Giả thuyết của Leopold Adametz rằng nó là hậu duệ, ít nhất là một phần, từ dấu tích của Capra falconeri, một loài dê Trung Á, dường như thường được các nhà động vật học chấp nhận. Giống này có thể đã được giới thiệu đến Sicily bởi những người thực dân Hy Lạp khoảng 700 TCN, hoặc vào thế kỷ thứ VIII của Công Nguyên bởi những kẻ xâm lược Ả Rập.
Girgentana là một trong tám giống dê nội địa của Ý, với một cuốn sách lai giống phả hệ được thực hiện bởi Associazione Nazionale della Pastorizia, hiệp hội chăn nuôi cừu quốc gia Ý. Giống này trước đây có rất nhiều ở tỉnh Agrigento, nơi có hơn 30.000 con ở khu vực ven biển và vùng nội địa đồi núi. Dân số của nó đã giảm nhanh chóng, đến mức các biện pháp bảo vệ có thể cần thiết. Vào cuối năm 1993, dân số được ước tính là 524. Tình trạng bảo tồn của giống được liệt kê là "nguy cơ tuyệt chủng" bởi FAO năm 2007.